# Welwyn
Welwyn is een civil parish in het bestuurlijke gebied Welwyn Hatfield, in het Engelse graafschap Hertfordshire. De plaats telt 8425 inwoners.

## Geboren in Welwyn
- Mike Leigh (1943), regisseur